# Општина Сахатени (Бузау)
Сахатени (рум. Săhăteni) општина је у Румунији у округу Бузау.
Oпштина се налази на надморској висини од 97 m.